# Rosetta (rumsonde)
 For alternative betydninger, se Rosetta. (Se også artikler, som begynder med Rosetta)
Rosetta var en rumsonde, der var bygget og opsendt af Den Europæiske Rumorganisation for at foretage detaljerede undersøgelser af kometen 67P/Tjurjumov-Gerasimenko. Rosetta gik i kredsløb om kometen den 6. august 2014, og medbragte landingsmodulet Philae, der landede på kometen den 12. november 2014. Det var første gang nogensinde, at der blev foretaget en kontrolleret landing på en komet.
Rosetta fulgte kometen 67P/Tjurjumov-Gerasimenko fra en afstand til Solen svarende til planeten Jupiters til kometens perihelium (stedet hvor kometen er tættest på Solen) indtil 30. september 2016 hvor den styrtede planmæssigt ned på kometens overflade. I alt varede Rosettas mission 4595 dage.
Rosetta er opkaldt efter Rosettestenen, der gjorde hieroglyffer læsbare, og Philae er opkaldt efter en obelisk, der gjorde Rosettestenen tydbar.

## Forberedelse af mission og rumsondens opbygning
Da sollyset er svagt i Jupiters afstand (5 gange svagere end ved Jorden), har alle andre rumsonder derude haft radioisotopgeneratorer frem for solceller. Rosetta er den første rumsonde, der får elektricitet fra solceller så langt fra Solen. Dette stiller store krav til strømforsyningen, som det danske firma Terma har leveret. Derudover har også den nordvestsjællandske højteknologiske elektronikvirksomhed Flux A/S i Asnæs leveret komponenter og transistorer til solenergi- og styreelektronikken i såvel løfteraketten som i Rosetta og kometlanderen Philae.
Rosetta skulle oprindeligt have været opsendt til kometen 46P/Wirtanen i januar 2003 med ankomst i 2011, men da løfteraketten Ariane 5G+ var grounded i nogle måneder, var planeternes stillinger ændret, så en anden komet måtte findes.
Rosettas hastighed i forhold til kometen er ringe, så Rosetta behøver ikke at være pansret som de andre kometsonder, Giotto og Star Dust.

## Missionens forløb
Rosetta blev opsendt den 2. marts 2004 og nåede kometen ti år senere den 6. august 2014, hvor den gik i kredsløb om kometen.
Ved mødet befinder kometen og Rosetta sig i en afstand fra Solen svarende til Jupiters afstand fra Solen. På dette sted i Solsystemet er kometen forholdsvis inaktiv. Rosetta følger med kometen på dens vej mod Solen, og når kometen udvikler haler pga. fordampning, vil Rosetta kunne følge processen.
Rosetta vil følge kometen til dennes perihelium og vil undervejs observere kometens udvikling på vejen mod Solen.
Den 3. november 2014 ændrede Rosetta sit kredsløb om kometen, således at Rosetta kunne sende landingsmodulet Philae til kometens overflade.

### Philaeslanding
Den 12. november 2014 sendte Rosetta Philae mod kometens overflade og syv timer senere, kl. 17.03 CET landede Philae. Tyngdekraften på kometen er meget mindre end på jorden, hvorfor det for missionen var væsentligt at fæstne Philae til kometens overflade for at hindre, at Philae falder af kometen. Philae medbragte derfor en slags harpuner, der skulle skydes ned i overflade for at fæstne landingsfartøjet til kometen. Ved landingen "hoppede" Philae mindst to gange på overfladen før landingen var tilendebragt. Det første "hop" sendte landeren ca. 1 km tilbage i rummet og ca. 1 time og 50 minutter senere ramte landeren igen kometens overflade. Andet nedslagspunkt befandt sig formentlig ca. en kilometer fra det planlagte landingssted. Efter det andet nedslag "hoppede" Philae igen, men denne gang et langt mindre "hop" på ca. 7 minutter før landeren endelig lagde sig på overfladen. Philaes endelige landingssted er pr. den 15. november endnu ikke fastlagt præcist, men befinder sig formentlige i en af kometens mange kløfter eller ved en kraterkant.
Ifølge de første rapporter havde der været problemer med at få skudt harpunerne ned i overfladen. Der er modtaget billeder taget af Philae fra overfladen af kometen og baseret på disse billeder kan det konkluderes, at landeren ligger med mindst ét ben pegende ud i rummet. Landerens placering indebærer, at der er mindre sollys til solpanelerne end planlagt. Dette indebærer, at der vil være mindre strøm til at gennemføre de planlagte eksperimenter end oprindelig planlagt.
Efter landingen er det lykkedes af flytte Philae ca. fire cm for at opnå bedre udnyttelse af solpanelerne. Landerens batteri løb dog tør den 15. november 2014 og fremtidig kommunikation med landeren forudsætter, at solpanelerne vil være i stand til at genoplade batterierne. Der er forhåbning om, at dette kan finde sted, når kometen kommer tættere på solen.

## Flyveplan
- 26. februar 2004 – Opsendelse fra Fransk Guyana.
- 4. marts 2005 – Første passage af Jorden.
- 26. februar 2007 – Marspassage.
- 13. november 2007 – Anden passage af Jorden.
- 5. september 2008 – Passage af 2867 Šteins (asteroide).
- 13. november 2009 – Tredje passage af Jorden.
- 10. juli 2010 – Passage af 21 Lutetia (asteroide).
- 20. januar 2014 - Sondens systemer aktiveres efter at have været i dvale i 957 dage.
- 12. november 2014 – Philae lander på 67P/Tjurjumov-Gerasimenko
- november 2014 til december 2015 – kometens tætte passage af Solen.

Med passage menes tæt forbiflyvning uden at gå i kredsløb. Passage af planeter er for at opbygge hastighed, og passage af asteroider er for observation
Holdet, der byggede Rosetta, blev sat til at bygge ESA-sonden Mars Express efter samme læst, og da Mars Express blev opsendt med en russisk raket, fløj den før Rosetta. Holdet byggede senere Venus Express, og i alle tilfælde sidder der en strømforsyning fra danske Terma om bord.